# منطقة انهيار

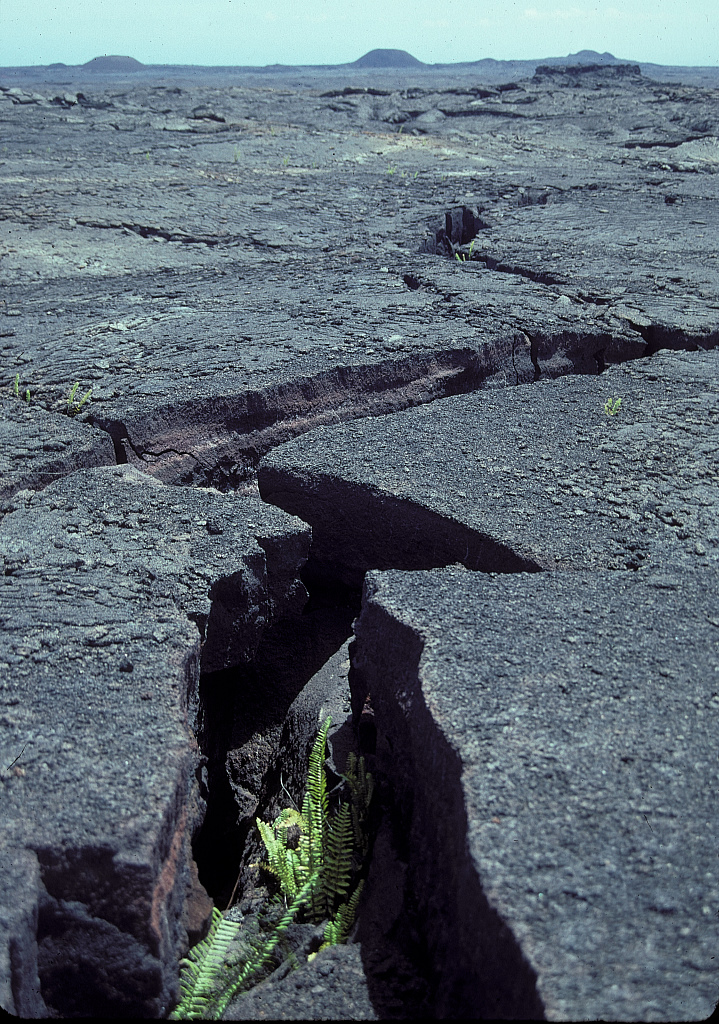
منطقة الانهيار في كيلاويا، هاواي

منطقة الانهيار هي سمة من سمات بعض البراكين، ولا سيما البراكين الدرعية، حيث تتطور مجموعة من الشقوق الخطية (أو الصدوع) في الحوض البركاني، تتشكل عادة في منطقتين أو ثلاث مناطق محددة على طول جوانب التنفيس. يعتقد أن السبب الرئيسي لهذه المنطقة هو الضغوط الداخلية والجاذبية الناتجة عن وضع الصهارة داخل وعبر مناطق مختلفة من البركان، تسمح مناطق الصدع بتدخل  صهارة الجيوب النافذة في منحدرات البركان نفسه. عادة ما تساهم إضافة هذه المواد الصهارة في زيادة انقسام المنحد، بالإضافة إلى توليد ثورات الشقوق من تلك السدود التي تصل إلى السطح. إن تجميع هذه الشقوق، والسدود التي تغذيها، هو الذي يعمل على تحديد أين وما إذا كان سيتم تحديد منطقة الصدع. تتسبب الحمم المتراكمة للثورات المتكررة من مناطق الصدع جنبًا إلى جنب مع النمو الداخلي الناتج عن توغلات الصهارة في أن تكون لهذه البراكين شكلًا ممدودًا. ولعل أفضل مثال على ذلك هو ماونا لوا، التي تعني في هاواي «الجبل الطويل»، والذي يتميز بمنطقتين متصدعتين محددتين جيدًا تمتدان عشرات الكيلومترات إلى الخارج من الفتحة المركزية.

## روابط خارجية
- مناطق الانهيار | عالم البركان | جامعة ولاية أوريغون